# Amor Peligroso
Amor Peligroso è un singolo della cantante bulgara Andrea, pubblicato il 19 maggio 2019.